# Flora (Illinois)
Flora é uma cidade localizada no estado americano de Illinois, no Condado de Clay.

## Demografia
Segundo o censo americano de 2000, a sua população era de 5086 habitantes.
Em 2006, foi estimada uma população de 4805, um decréscimo de 281 (-5.5%).

## Geografia
De acordo com o United States Census Bureau tem uma área de
11,5 km², dos quais 11,5 km² cobertos por terra e 0,0 km² cobertos por água. Flora localiza-se a aproximadamente 150 m acima do nível do mar.

## Localidades na vizinhança
O diagrama seguinte representa as localidades num raio de 20 km ao redor de Flora.